# Adriana Rodríguez
Adriana Rodríguez Fuentes (La Palma, 12 luglio 1999) è una multiplista e lunghista cubana.

## Biografia
Rodríguez ha debutatto nelle prime competizioni nel 2014, successivamente ha vinto una medaglia d'argento ai Mondiali under 20 in Polonia e conquistando l'oro ai Campionati panamericani juniores in Perù.
Passata nel 2018 a gareggiare nel team seniores, l'anno successivo ha trionfato ai Giochi panamericani di Lima nell'eptathlon femminile.

## Palmarès
| Anno | Manifestazione              | Sede         | Evento         | Risultato | Prestazione | Note |
| ---- | --------------------------- | ------------ | -------------- | --------- | ----------- | ---- |
| 2015 | Mondiali allievi            | Cali         | Eptathlon      | 6ª        | 5720 p.     |      |
| 2016 | Mondiali juniores           | Bydgoszcz    | Eptathlon      | Argento   | 5925 p.     |      |
| 2017 | Campionati panamericani U20 | Trujillo     | Eptathlon      | Oro       | 5733 p.     |      |
| 2018 | Mondiali juniores           | Tampere      | Eptathlon      | 4ª        | 5910 p.     |      |
| 2018 | Giochi CAC                  | Barranquilla | 200 m piani    | 6ª        | 23"63       |      |
| 2018 | Giochi CAC                  | Barranquilla | 4×100 m        | 5ª        | 44"44       |      |
| 2019 | Giochi panamericani         | Lima         | Salto in lungo | 6ª        | 6,49 m      |      |
| 2019 | Giochi panamericani         | Lima         | Eptathlon      | Oro       | 6113 p.     |      |
| 2019 | Mondiali                    | Doha         | Salto in lungo | 25ª (q)   | 6,39 m      |      |
| 2019 | Mondiali                    | Doha         | 4×400 m        | Batteria  | 3'29"84     |      |
| 2023 | Giochi CAC                  | San Salvador | Salto in lungo | 5ª        | 6,38 m      |      |
| 2023 | Giochi CAC                  | San Salvador | Eptathlon      | dnf       | dnf         |      |